# Silvia Ambrosio
Silvia Ambrosio (Gießen, 24 gennaio 1997) è una tennista tedesca naturalizzata italiana.

## Biografia
Ambrosio è nata in Germania, a Gießen. Ha giocato sotto la bandiera tedesca fino al 2023, quando poi ha acquisito la nazionalità italiana. Silvia è figlia di Carmela Cortazzo e Giovanni Ambrosio e ha una sorella maggiore, Melissa. Ha frequentato la Liebigschule di Giessen. Suo padre era un giocatore di tennis.

## Carriera
Silvia Ambrosio ha vinto 4 titoli in singolare e 5 titoli in doppio nel circuito ITF. L'11 dicembre 2023 ha ottenuto il suo best ranking nel singolare piazzandosi alla 242ª posizione, mentre il 27 gennaio 2025 ha raggiunto il miglior piazzamento mondiale nel doppio alla 322ª posizione.
Dal 2015 al 2019, Ambrosio ha giocato a tennis a livello universitario negli Stati Uniti d'America. Nel suo primo anno universitario, è stata nominata la Big East Freshman of the Year per il tennis femminile. Dal 2015 al 2017 ha gareggiato per i Marquette University Golden Eagles, e dal 2017 al 2019 per i Purdue University Boilermakers.
Nel 2020, all'inizio di agosto, è stata promossa dall'Assia alla Regionalliga con il T65 Eschborn, giocando come prima giocatrice. Alla fine dell'anno, ha raggiunto gli ottavi di finale ai Campionati nazionali tedeschi di tennis con le vittorie su Sarah Müller e Romy Kölzer, dove ha perso al tie-break del terzo set contro Selina Dal.
Ha fatto il suo debutto nel circuito maggiore al Internazionali d'Italia 2024, grazie ad una wildcard per le qualificazioni, dove viene sconfitta dalla terza testa di serie Viktorija Golubic in rimonta al terzo set.

## Statistiche ITF

### Singolare

#### Vittorie (4)
| Torneo $100.000 (0) |
| Torneo $80.000 (0)  |
| Torneo $60.000 (0)  |
| Torneo $40.000 (0)  |
| Torneo $25.000 (2)  |
| Torneo $15.000 (2)  |

| N. | Data              | Torneo                                    | Superficie  | Avversaria in finale  | Punteggio     |
| 1. | 30 maggio 2022    | Carinthian Ladies Lakes Trophy, Annenheim | Terra rossa | Valerija Oljanovskaja | 6-1, 6-4      |
| 2. | 18 dicembre 2022  | Magic Tours, Monastir                     | Cemento     | Alice Robbe           | 4-6, 6-0, 7-5 |
| 3. | 10 settembre 2023 | Frydek Mistek Open, Frýdek-Místek         | Terra rossa | Julie Štruplová       | 6-0, 6-2      |
| 4. | 2 marzo 2025      | Magic Hotel Tours by FTT, Monastir        | Cemento     | Aurora Zantedeschi    | 6-4, 6-1      |

#### Sconfitte (7)
| Torneo $100.000 (0) |
| Torneo $80.000 (0)  |
| Torneo $60.000 (1)  |
| Torneo $40.000 (0)  |
| Torneo $25.000 (3)  |
| Torneo $15.000 (3)  |

| N. | Data             | Torneo                                           | Superficie  | Avversaria in finale  | Punteggio |
| 1. | 17 aprile 2022   | Antalya Series, Adalia                           | Terra rossa | Mirra Andreeva        | 5-7, 2-6  |
| 2. | 6 novembre 2022  | Nana Heraklion, Heraklion                        | Terra rossa | Oleksandra Olijnykova | 3-6, 5-7  |
| 3. | 29 ottobre 2023  | Loulé Ladies Open, Loulé                         | Cemento     | Dominika Šalková      | 1-6, 2-6  |
| 4. | 3 dicembre 2023  | Kaeline WTT Pro Series Limassol, Limassol        | Cemento     | Sofia Costoulas       | 1-6, 3-6  |
| 5. | 7 dicembre 2024  | Raiffeisen Women's Val Gardena Südtirol, Ortisei | Cemento (i) | Weronika Falkowska    | 4-6, 5-7  |
| 6. | 23 febbraio 2025 | Magic Hotel Tours by FTT, Monastir               | Cemento     | Camilla Zanolini      | 4-6, 4-6  |
| 7. | 13 aprile 2025   | Bellinzona Ladies Open, Bellinzona               | Terra rossa | Solana Sierra         | 4-6, 0-6  |

### Doppio

#### Vittorie (5)
| Torneo $100.000 (0) |
| Torneo $80.000 (0)  |
| Torneo $60.000 (0)  |
| Torneo $40.000 (1)  |
| Torneo $25.000 (1)  |
| Torneo $15.000 (3)  |

| N. | Data             | Torneo                       | Superficie  | Compagna            | Avversarie in finale                       | Punteggio           |
| 1. | 16 ottobre 2022  | Nana Heraklion, Heraklion    | Terra rossa | Ivana Šebestová     | Simona Ogescu Dimitra Pavlou               | 7-5, 7-5            |
| 2. | 1º marzo 2024    | Engie Open Mâcon, Mâcon      | Cemento (i) | Lena Papadakis      | Madeleine Brooks Isabelle Haverlag         | 5-7, 7-5, [10-7]    |
| 3. | 15 novembre 2024 | GVH Cup, Solarino            | Sintetico   | Sofia Rocchetti     | Giulia Alessia Monteleone Oliwia Szymczuch | 6-1, 6-3            |
| 4. | 22 febbraio 2025 | Magic Tours by FTT, Monastir | Cemento     | Katharina Hobgarski | Arabella Koller Eliessa Vanlangendonck     | 6-3, 6-3            |
| 5. | 1º marzo 2025    | Magic Tours by FTT, Monastir | Cemento     | Katharina Hobgarski | Julia Adams Lilian Poling                  | 6-4, 6(4)-7, [10-4] |

#### Sconfitte (5)
| Torneo $100.000 (0) |
| Torneo $80.000 (0)  |
| Torneo $60.000 (0)  |
| Torneo $40.000 (0)  |
| Torneo $25.000 (3)  |
| Torneo $15.000 (2)  |

| N. | Data              | Torneo                                | Superficie  | Compagna            | Avversarie in finale                    | Punteggio           |
| 1. | 12 marzo 2022     | Egypt Women's Future, Sharm el-Sheikh | Cemento     | Elena-Teodora Cadar | Hiromi Abe Ivana Šebestová              | 4–6, 6–1, [4–10]    |
| 2. | 5 novembre 2022   | Nana Heraklion, Heraklion             | Terra rossa | Elenē Christofē     | Ilinca Amariei Elena Korokozidi         | 5-7, 6(5)-7         |
| 3. | 25 marzo 2023     | Copa Mosquera, Mosquera               | Terra rossa | Lena Papadakis      | Irina Chromačëva Valerija Strachova     | 7-5, 6(3)-7, [8-10] |
| 4. | 28 settembre 2024 | ForteVillage ITF Trophy, Pula         | Terra rossa | Julie Štruplová     | Daria Kuczer Lisa Zaar                  | w/o                 |
| 5. | 18 gennaio 2025   | Buenos Aires Women's, Buenos Aires    | Terra rossa | Verena Meliss       | Anastasia Abbagnato Nicole Fossa Huergo | 6-3, 4-6, [8-10]    |